# Moret-sur-Loing
Moret-sur-Loing és un antic municipi i actual municipi delegat francès, situat al departament de Sena i Marne i a la regió de Illa de França. L'any 2007 tenia 4.472 habitants.
Va desaparèixer a finals del 2014 al unir-se al municipi de Écuelles i crear Orvanne.

## Demografia

### Població
El 2007 la població de fet de Moret-sur-Loing era de 4.472 persones. Hi havia 1.802 famílies, de les quals 548 eren unipersonals (212 homes vivint sols i 336 dones vivint soles), 535 parelles sense fills, 577 parelles amb fills i 142 famílies monoparentals amb fills.
La població ha evolucionat segons el següent gràfic:
Habitants censats

### Habitatges
El 2007 hi havia 2.080 habitatges, 1.848 eren l'habitatge principal de la família, 71 eren segones residències i 161 estaven desocupats. 1.479 eren cases i 587 eren apartaments. Dels 1.848 habitatges principals, 1.219 estaven ocupats pels seus propietaris, 569 estaven llogats i ocupats pels llogaters i 60 estaven cedits a títol gratuït; 100 tenien una cambra, 210 en tenien dues, 378 en tenien tres, 452 en tenien quatre i 707 en tenien cinc o més. 1.175 habitatges disposaven pel capbaix d'una plaça de pàrquing. A 993 habitatges hi havia un automòbil i a 626 n'hi havia dos o més.

### Piràmide de població
La piràmide de població per edats i sexe el 2009 era:
| Homes | Edats   | Dones |
| ----- | ------- | ----- |
| 4     | 95 o +  | 24    |
| 16    | 90 a 94 | 52    |
| 20    | 85 a 89 | 48    |
| 28    | 80 a 84 | 68    |
| 76    | 75 a 79 | 100   |
| 84    | 70 a 74 | 104   |
| 108   | 65 a 69 | 72    |
| 84    | 60 a 64 | 88    |
| 113   | 55 a 59 | 125   |
| 148   | 50 a 54 | 172   |
| 152   | 45 a 49 | 160   |
| 172   | 40 a 44 | 160   |
| 144   | 35 a 39 | 137   |
| 156   | 30 a 34 | 176   |
| 149   | 25 a 29 | 112   |
| 116   | 20 a 24 | 124   |
| 132   | 15 a 19 | 161   |
| 168   | 10 a 14 | 120   |
| 165   | 5 a 9   | 109   |
| 136   | 0 a 4   | 97    |

## Economia
El 2007 la població en edat de treballar era de 2.857 persones, 2.097 eren actives i 760 eren inactives. De les 2.097 persones actives 1.911 estaven ocupades (980 homes i 931 dones) i 185 estaven aturades (96 homes i 89 dones). De les 760 persones inactives 238 estaven jubilades, 309 estaven estudiant i 213 estaven classificades com a «altres inactius».

### Ingressos
El 2009 a Moret-sur-Loing hi havia 1.839 unitats fiscals que integraven 4.387 persones, la mediana anual d'ingressos fiscals per persona era de 23.237 €.

### Activitats econòmiques
Dels 266 establiments que hi havia el 2007, 5 eren d'empreses extractives, 9 d'empreses alimentàries, 9 d'empreses de fabricació d'altres productes industrials, 26 d'empreses de construcció, 46 d'empreses de comerç i reparació d'automòbils, 10 d'empreses de transport, 25 d'empreses d'hostatgeria i restauració, 8 d'empreses d'informació i comunicació, 12 d'empreses financeres, 13 d'empreses immobiliàries, 49 d'empreses de serveis, 34 d'entitats de l'administració pública i 20 d'empreses classificades com a «altres activitats de serveis».
Dels 69 establiments de servei als particulars que hi havia el 2009, 1 era una comissaria de policia, 1 oficina d'administració d'Hisenda pública, 1 oficina de correu, 5 oficines bancàries, 1 funerària, 1 taller de reparació d'automòbils i de material agrícola, 8 paletes, 2 guixaires pintors, 5 fusteries, 5 lampisteries, 2 electricistes, 1 empresa de construcció, 8 perruqueries, 15 restaurants, 9 agències immobiliàries, 1 tintoreria i 3 salons de bellesa.
Dels 26 establiments comercials que hi havia el 2009, 3 eren botiges de menys de 120 m², 5 fleques, 3 carnisseries, 1 una botiga de congelats, 1 una peixateria, 3 botigues de roba, 3 botigues d'equipament de la llar, 1 una botiga d'equipament de la llar, 2 botigues de material esportiu, 1 una perfumeria i 3 floristeries.

## Equipaments sanitaris i escolars
Els 2 equipaments sanitaris que hi havia el 2009 eren farmàcies.
El 2009 hi havia 1 escola maternal i 2 escoles elementals. Moret-sur-Loing disposava d'un col·legi d'educació secundària amb 711 alumnes.

## Poblacions més properes
El següent diagrama mostra les poblacions més properes.